# Thionville
Thionville (luksemburško Diddenuewen, nemško Diedenhofen) je mesto in občina v severovzhodni francoski regiji Loreni, podprefektura departmaja Moselle. Leta 1999 je mesto imelo 40.907 prebivalcev.

## Geografija
Mesto leži ob reki Mozeli severno od Metza v bližni meje z Luksemburgom.

## Administracija
Thionville je sedež dveh kantonov:
- Kanton Thionville-Vzhod (del občine Thionville: 19.063 prebivalcev),
- Kanton Thionville-Zahod (del občine Thionville: 21.844 prebivalcev).

Mesto je prav tako administrativno središče dveh okrožij:
- Okrožje Thionville-Vzhod (kantoni Cattenom, Metzervisse, Sierck-les-Bains, Thionville-Vzhod/Zahod, Yutz: 127.541 prebivalcev),
- Okrožje Thionville-Zahod (kantoni Algrange, Fameck, Florange, Fontoy, Hayange, Moyeuvre-Grande: 119.045 prebivalcev).

## Zgodovina
Ozemlje Thionvilla je bilo v zgodnjem srednjem veku naseljeno z germanskim plemenom Alemanov. Naselbina se prvikrat omenja kot theodonis villa v letu 753 (1236 v francoski obliki Thionisvilla).
2. februarja 835 je v njem potekala sinoda, na kateri je bil ponovno izvoljen za svetorimskega cesarja Ludvik Pobožni, z mesta rheimskega nadškofa pa je bil odstavljen Ebbo.
V 10. stoletju je ozemlje pripadlo Luksemburgu. Med tridesetletno vojno leta 1639 je bil oblegan, štiri leta kasneje (1643) pa zaseden s strani francoske vojske. S Pirenejskim mirom 1659 je bil Thionville tudi uradno predan Franciji. Od začetka francosko-pruske vojne 1870 do konca prve svetovne vojne 1918 je bil de Nemškega rajha. V letu 1930 je postal središče utrjenega odseka Maginotove linije.
Ponovno je bil okupiran s strani Nemčije v času druge svetovne vojne.

## Znamenitosti
- Musée de la Tour aux Puces,
- autel de la Patrie (oltar domovine),
- cerkev sv. Maksimina,
- stražni stolp,
- dvorec Volkrange,
- trdnjava Guentrange

## Pobratena mesta
- Gao (Mali)